# Dennis Storhøi
Dennis Storhøi, född 15 juli 1960 i Fredrikstad är en norsk skådespelare.
Storhøi har bland annat medverkat i TV-serierna Strandhotellet och Home for Christmas. Han har även medverkat i filmen Yohan.

## Filmografi (urval)
- 1988 – Kamilla og tyven
- 1989 – Kamilla og tyven – del 2
- 1999 – Den 13:e krigaren
- 2008 – Varg Veum – Kvinnan i kylskåpet
- 2010 – Yohan
- 2019–2020 – Home for Christmas (TV-serie)
- 2023 – Strandhotellet (TV-serie)
- 2024 – Midsommarnatt (TV-serie)